# Picris
Picris és un gènere de plantes amb flors dins la família asteràcia. Té unes 40 espècies i és propi de les regions de climatemperat del Vell Món.
Diverses espècies de lepidòpters s'alimenten d'aquestes espècies de Picris com per exemple:Diasemia reticularis. Schinia cardui s'alimenta exclusivament de P. hieracioides.